# Турецкий гамбит
«Турецкий гамбит» (шпионский детектив) — книга Бориса Акунина из серии «Приключения Эраста Фандорина».
Акунин задумал серию «Приключения Эраста Фандорина» как краткое изложение всех жанров детектива, каждый роман представлял собой новый жанр. Вторая книга серии — шпионский детектив, описывает деятельность шпионов, разведчиков и диверсантов.

## Сюжет
1877 год. Идёт русско-турецкая война. Молодая девушка Варвара Суворова, придерживающаяся передовых взглядов, тайно отправляется из Петербурга к жениху в зону боевых действий. Однако на последнем участке пути её обворовывает проводник. Варвара остаётся одна без денег в сомнительной придорожной корчме. На помощь ей приходит Эраст Фандорин, который пробирается из Видина. Он рассказывает, что был в турецком плену, но выиграл у местного паши свободу, после того как узнал, что на Плевну выступил корпус Османа-паши. Фандорин выигрывает в кости осла для Вари, и герои отправляются в дорогу. В дороге спутники едва не становятся жертвой отряда башибузуков, но их спасает казачий разъезд под командованием генерала Соболева. Казаки также спасают пленного русского офицера Еремея Перепёлкина и доставляют героев в расположение русских войск.
Во время допроса у не в меру ретивого жандарма Казанзаки Фандорина находит находящийся при армии начальник Третьего отделения генерал Мизинов и рассказывает ему текущую обстановку. Он зачитывает письмо своего друга посла России в Турции Гнатьева о ситуации и перипетиях смены власти в Турции, в которой важную роль играет «серый кардинал» Мидхат-паша и его личный секретарь и телохранитель, таинственный  Анвар-эфенди (один из Азазелей, выпускник одного из многочисленных эстернатов). Сообщается, что Анвар уже отправился к театру военных действий и, возможно, проник в лагерь русских для подготовки некой секретной операции. Фандорин получает задание найти и разоблачить Анвара. Варя Суворова, ставшая случайной свидетельницей разговора Фандорина с шефом жандармов, вынуждена согласиться на роль помощницы и секретаря Фандорина, чтобы не отправиться в карантин до конца военных действий во избежание утечки секретнейших сведений, которые оказались ей известны. По просьбе Мизинова Ставка немедленно отдаёт приказ Криденеру занять Плевну и укрепиться в ней.
Варин жених, шифровальщик Пётр Яблоков, спешит встречать Варю и оставляет свой пост. В клубе Британский корреспондент Маклафлин объявляет, что Криденер занял Никополь. Подоспевшие жандармы арестовывают Яблокова, поскольку в переданной им депеше содержался приказ взять Никополь, вместо Плевны, в которую к тому времени вошли передовые части корпуса Османа-паши.
Французский корреспондент д'Эвре отправляется в Плевну и берёт у турок интервью, согласно которому Осман-паша задерживается, а в Плевне сейчас лишь три батальона. На основании этих данных русские войска пытаются взять город стремительным броском, однако попадают под огонь основных сил Османа и терпят поражение. Следующий штурм также терпит неудачу, причём турецкие артиллеристы расстреливают обходные колонны русских ещё на марше, будто бы зная заранее, когда и где они будут идти. Фандорин подозревает в предательстве румынского полковника Лукана, который в последнее время много проигрывался в карты недавно прибывшему в армию графу Зурову и предсказал провал штурма. Герои отправляются в Букарешт, где Варя пытается разоблачить Лукана. Возникает ссора, разгорячённый Лукан вызывает на дуэль на саблях Зурова и д’Эвре и погибает от руки последнего. 

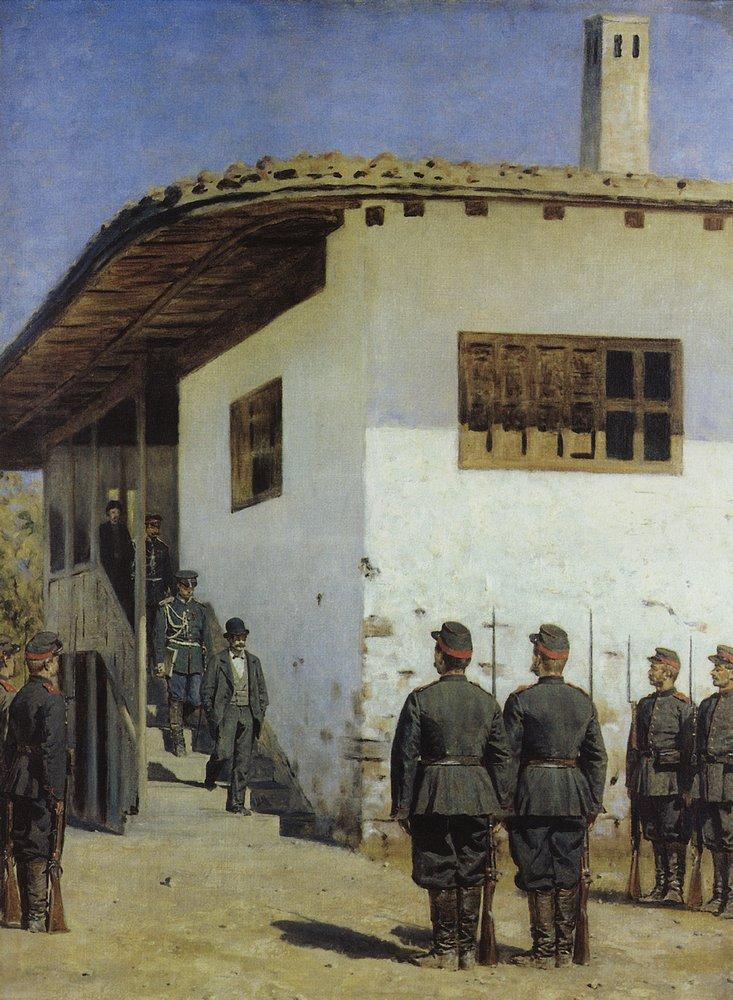
В. В. Верещагин «Шпион», 1878—1879 годы.

В ходе генерального штурма отряд Соболева неожиданно прорывается в Плевну. Однако все его посланцы с просьбой о подкреплении погибают от рук башибузуков. Прорвавшийся граф Зуров тоже не доезжает до Ставки, Соболев так и не получает подкрепления, и Осман-паша выбивает его из города. Жандармы находят тела Зурова и Казанзаки, Мизинов считает, что Казанзаки сотрудничал с турками, став жертвой компромата, и застрелился после того, как не смог вытащить из тела Зурова свой именной кинжал.
Русское командование решает взять турок измором. На пути из госпиталя после болезни тифом Суворова случайно встречает Маклафлина, который спешит к генералу Ганецкому с известием, что Осман-паша собирается сдаться. Прибыв к Фандорину, она проговаривается ему о капитуляции. Фандорин понимает, что на слабом фланге Ганецкого вместо сдачи турки скорее всего пойдут на прорыв, и успевает предупредить генерала Соболева, который вовремя наносит удар в спину наступающему Осману. Турки капитулируют, а Маклафлин исчезает. Александр, канцлер Корчаков и Мизинов отправляют Фандорина в Лондон с заданием найти Маклафлина, добыть у него тем или иным способом доказательства его диверсионной деятельности и уличить формально нейтральную Британию в шпионаже и тайном вмешательстве в войну, подорвав тем самым её дипломатические позиции на Востоке.
После захвата русской армией Адрианополя Соболев решается на дерзкую авантюру, его отряд захватывает поезд турецкой делегации и занимает городок Сан-Стефано близ турецкой столицы. Соболев решает идти на Стамбул, но к нему неожиданно прибывают жандармы с Мизиновым и вернувшимся из своей поездки Фандориным, который заявляет, что Маклафлин невиновен и был жертвой дезинформации, а сейчас скорее всего убит башибузуками, и разоблачает настоящего Анвара-эфенди — д'Эвре, который на самом деле никогда не был в редакции своей газеты в Париже и пользовался журналистской работой как прикрытием, присылая свои статьи по телеграфу из мест нахождения Анвара в Османской империи. Однако последний захватывает в заложники Варю и укрывается с ней в бронированном хранилище банка. Анвар рассказывает о своём плане уничтожить Россию, которая, по его мнению, препятствует прогрессу человеческой цивилизации (в частности, организация Азазель была разоблачена и ликвидирована российскими правоохранительными органами). Для этого он предложил России жертву — свою родину, Турцию. Приняв эту гамбитную жертву, Россия проиграет войну, в которую на стороне Турции вступят ведущие державы. Отряд Соболева, вступивший в Стамбул, обстреляет английская эскадра, элитный полк султанской гвардии нанесёт удар с тыла. Соболев попадёт в плен, после чего начнётся второй виток войны. Даже если война закончится, сейчас Анвар добился своего. Россия потеряла время, и в итоге её разъест коррупция и безденежье.
План Анвара проваливается. Узнав, что соболевский отряд разбил подоспевших турецких гвардейцев, Анвар отпускает Варю и кончает с собой. Варя и Яблоков уезжают в Россию, Фандорин с досады выпрашивает дипломатическую должность в Японии и уезжает туда.

## Прототипы персонажей
- Лаврентий Мизинов — Николай Мезенцов
- генерал Соболев — Михаил Скобелев
- капитан Перепёлкин — Алексей Куропаткин
- Шеймас Маклафлин — Януарий Алоизий Мак-Гахан
- посол Гнатьев — Николай Павлович Игнатьев
- Прохор Гукмасов — Пётр Дукмасов
- Михаил Александрович Корчаков — Александр Михайлович Горчаков

## Критика
Пытаясь ответить на вопрос — почему в России полюбились детективы про Фандорина, «The Guardian» разместила обзор на «Турецкий гамбит» (перевод на английский язык сделан Эндрю Бромфилдом), где описываемые Акуниным события сравниваются с современными российскими реалиями и идеологией. Фандорин назван «анти-Джеймсом Бондом», который не пользуется увлечёнными им женщинами, но остаётся высоконравственным и учтивым. Под образ ловкого плейбоя больше, по мнению автора заметки, подходит главный антагонист — турецкий шпион.
Вдохновением на создание сюжета послужили воспоминания о русско-турецкой войне российского художника Василия Васильевича Верещагина, опубликованные под заглавием «На войне» в 1902 году. Многие характеристики героев и ход сюжета книги «Турецкий гамбит» позаимствованы из воспоминаний Верещагина.

## Экранизация
В 2005 году вышла экранизация книги с одноимённым названием под режиссурой Джаника Файзиева. Борис Акунин стал соавтором сценария. Фандорина сыграл Егор Бероев. Фильм и ведущие актёры были номинированы на несколько наград. В «Золотом орле» победу получили костюмы, монтаж и художник-постановщик. В фильме Анваром-эфенди оказывается другой персонаж, чем в книге.